# 퍼스널 워터크래프트

메콩강 위의 워터크래프트

퍼스널 워터크래프트(personal watercraft, PWC)은 주로 선박 내부가 아닌 선박 위에 앉거나 서 있는 소수의 탑승자만 수용하도록 설계된 레크리에이션용 워터크래프트이다.
PWC에는 두 가지 스타일 카테고리가 있다. 첫 번째이자 가장 인기 있는 것은 소형 런어바웃으로, 일반적으로 2~3명 이하의 인원이 탑승할 수 있으며, 이들은 주로 오토바이나 쿼드바이크를 탈 때처럼 선박 위에 앉는다. 두 번째 스타일은 "스탠딩" 유형으로, 일반적으로 전동킥보드를 타는 것처럼 서서 선박을 조작하는 한 명의 탑승자를 위해 제작되었다. 트릭, 경주 및 대회에서 더 많이 사용된다. 두 스타일 모두 추진 및 조향을 위한 추력을 생성하는 나사 모양의 임펠러가 있는 펌프 제트를 구동하는 내부 엔진을 갖추고 있다. 4인승 모델도 존재하지만 대부분은 2~3인용으로 설계되었다. 오늘날의 모델 중 다수는 보다 확장된 사용을 위해 제작되었으며 경우에 따라 160km(100마일)를 초과하는 장거리 순항이 가능한 연료 용량을 갖추고 있다.
퍼스널 워터크래프트는 종종 카와사키(제트스키), 야마하(웨이브러너), 붐바디어(Bombardier, Sea-Doo), 엘라쿠아(Elaqua, E-PWC) 및 혼다(아쿠아트랙스, AquaTrax)의 상표 브랜드 이름으로 언급된다.
미국 해안경비대는 퍼스널 워터크래프트를 다른 기준보다 길이가 12피트(3.7m) 미만인 제트 드라이브 보트로 정의한다. PWC로 분류되지 않은 더 큰 "제트보트"가 많이 있으며 일부는 길이가 12m가 넘는다.